# 圣奥斯蒂安
圣奥斯蒂安（法語：Saint-Hostien，法語發音：[sɛ̃.t‿ɔstjɛ̃]）是法国上卢瓦尔省的一个市镇，属于勒皮区。

## 地理
圣奥斯蒂安（45°4'20"N, 4°2'52"E）面积13.49 平方千米，位于法国奥弗涅-罗讷-阿尔卑斯大区上盧瓦爾省，该省份为法国中南部省份，北起多姆山省和卢瓦尔省，西接康塔爾省，南至洛泽尔省，东临阿尔代什省。
与圣奥斯蒂安接壤的市镇（或旧市镇、城区）包括：圣皮埃尔埃纳克、勒佩尔蒂、凯里耶尔、圣艾蒂安-拉尔代罗勒。

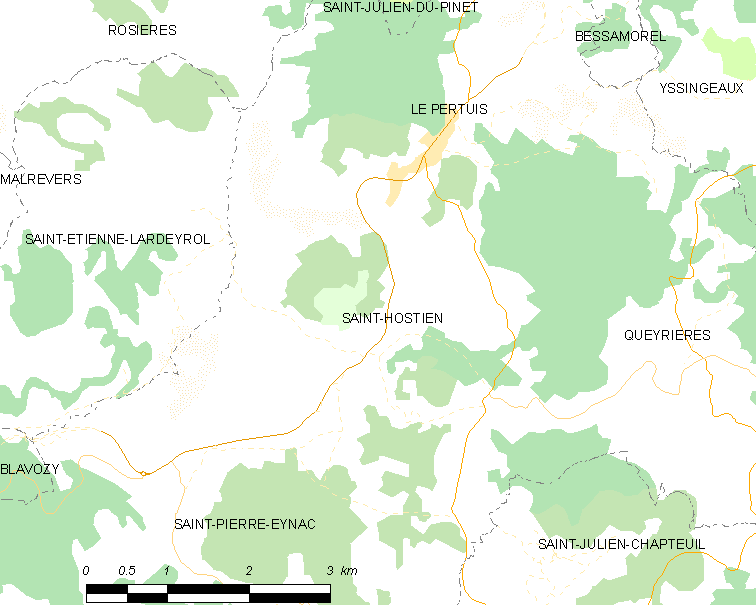
圣奥斯蒂安的OSM定位图

圣奥斯蒂安的时区为UTC+01:00、UTC+02:00（夏令时）。

## 行政
圣奥斯蒂安的邮政编码为43260，INSEE市镇编码为43194。

## 政治
圣奥斯蒂安所属的省级选区为昂布拉韦-梅加勒县。

## 人口

1962-2008年间圣奥斯蒂安人口变化图示

圣奥斯蒂安于2022年1月1日时的人口数量为694人。